# Укринмаш
Государственная хозрасчётная внешнеторговая и инвестиционная фирма «Укринмаш» (укр. Державна госпрозрахункова зовнішньоторговельна та інвестиційна фірма «Укрінмаш») - украинская государственная компания-спецэкспортёр, которая осуществляет торговлю продукцией машиностроительных предприятий, предприятий военно-промышленного комплекса Украины и имуществом вооружённых сил Украины на внешнем и внутреннем рынках. 

## История
Научно-производственное внешнеторговое объединение "Укринмаш" было создано в 1991 году при министерстве промышленной политики Украины.
В ноябре 1995 года Кабинет министров Украины разрешил осуществлять снабжение вооружённых сил Украины импортными материальными ресурсами и горюче-смазочными материалами при посредничестве НПО "Укринмаш" с оплатой указанной деятельности из средств государственного бюджета Украины.
После создания в августе 1996 года государственной компании по экспорту и импорту продукции и услуг военного назначения «Укрспецэкспорт», государственная хозрасчётная внешнеторговая и инвестиционная фирма «Укринмаш» вошла в состав ГК «Укрспецэкспорт» в качестве дочернего предприятия.
В октябре 1997 года компания "Укринмаш" получила право реализации имущества вооружённых сил Украины на внутреннем рынке Украины, а в декабре 1998 года - право на реализацию на внутреннем рынке Украины любого военного имущества вооружённых сил и иных вооружённых формирований Украины (в том числе, имущества министерства внутренних дел Украины и Службы безопасности Украины), за исключением взрывчатых веществ, вооружения и боеприпасов.
В распоряжение компании была передана производственная база для ремонта и предпродажной подготовки автомобильной и инженерной техники.
После создания в декабре 2010 года государственного концерна «Укроборонпром», фирма «Укринмаш» была включена в состав концерна.
27 августа 2013 ГХВИФ «Укринмаш» заключила с ОАО «Авиаэкспорт» соглашение о сотрудничестве в обеспечении ремонта и экспорта авиационной техники (в частности, вертолётов Ми-17 и Ми-171), в соответствии с соглашением украинская сторона получила возможность закупать запасные части к самолётной и вертолётной технике у российских предприятий.
В декабре 2014 года стало известно, что фирма «Укринмаш» заключила ряд соглашений с французской «Thales Group» и американскими компаниями «ATN Corporation» и «Barrett Firearms» о поставках продукции военного назначения для вооружённых сил, Национальной гвардии и Службы безопасности Украины.
18 декабря 2014 фирма «Укринмаш» подписала контракт с компанией «Defense Technology Inc.» о поставке радиолокационных станций артиллерийской разведки AN/TPQ-49.